# Pobori
Pobori este un sat din comuna Budva, Muntenegru. Conform datelor de la recensământul din 2003, localitatea are 29 de locuitori (la recensământul din 1991 erau 31 de locuitori).

## Demografie
În satul Pobori locuiesc 29 de persoane adulte, iar vârsta medie a populației este de 54,4 de ani (51,6 la bărbați și 57,6 la femei). În localitate sunt 10 gospodării, iar numărul mediu de membri în gospodărie este de 2,70.
|  |

| Demografie | Demografie | Demografie |
| An         | Locuitori  | Locuitori  |
| ---------- | ---------- | ---------- |
|            |            |            |
|            |            |            |
|            |            |            |
|            |            |            |
| 1948       | 264        |            |
| 1953       | 282        |            |
| 1961       | 281        |            |
| 1971       | 215        |            |
| 1981       | 119        |            |
| 1991       | 31         | 31         |
| 2003       | 29         | 29         |

| \| Componența etnică conform recensământului din 2003[2] \| Componența etnică conform recensământului din 2003[2] \| Componența etnică conform recensământului din 2003[2] \| Componența etnică conform recensământului din 2003[2] \| Componența etnică conform recensământului din 2003[2] \| \| ----------------------------------------------------- \| ----------------------------------------------------- \| ----------------------------------------------------- \| ----------------------------------------------------- \| ----------------------------------------------------- \| \| \| \| \| \| \| \| Muntenegreni \| Muntenegreni \| \| 22 \| 75,86% \| \| Sârbi \| Sârbi \| \| 6 \| 20,68% \| \| necunoscută \| necunoscută \| \| 0 \| 0% \| |              |  |    |        |
| Componența etnică conform recensământului din 2003 |              |  |    |        |
| |              |  |    |        |
| Muntenegreni | Muntenegreni |  | 22 | 75,86% |
| Sârbi | Sârbi        |  | 6  | 20,68% |
| necunoscută | necunoscută  |  | 0  | 0%     |